# پاشلک جزیره جنوبی
پاشلک جزیره جنوبی (نام علمی: Coenocorypha iredalei) نام یک گونه منقرض‌شده از تیره آبچلیک است.